# شلايشر إيه إس دبليو 22
شلايشر إيه إس دبليو 22 (بالإنجليزية: Schleicher ASW 22)‏ هي طائرة شراعيةعالية الأداء، وبمقعد واحد. أنتجت في ألمانيا. من صناعة شلايشر. كان أول طيران لها في 1981. صنع منها 87 طائرة.